# 三角洲2號運載火箭
三角洲2號運載火箭是由美国麦道公司设计和制造的运载火箭，是三角洲系列運載火箭家族中的重要成员，在麦道被波音公司合并后，则由波音的综合防务系统分部负责生产。三角洲2號運載火箭是NASA手中的1种重要火箭，从1989年开始投入使用。三角洲2號運載火箭2包含以下几个子系列：三角洲2號6000型運載火箭（已经退役）、三角洲2號7000型運載火箭（已经退役），以及三角洲2號7000型運載火箭的2个变种（轻型型号和重型型号）。